# Lodijkbrug
De Lodijkbrug is een brug over de Grote Nete in Heist-op-den-Berg in de Belgische provincie Antwerpen. De brug werd gebouwd in 1993 en ligt op de baan tussen Heist-op-den-Berg en Hulshout.
De Grote Nete tussen de Lodijkbrug en de Nieuwendijkbrug in Itegem is sinds 2004 een beschermd landschap.